# گرگ باستانی غول‌پیکر
دیوگرگ یا گرگ باستانی غول‌پیکر یا گرگِ وحشت (نام علمی: Aenocyon dirus) نام یک گونه از سرده گرگ است. این گونه با نام علمی Aenocyon dirus، گونه‌ای منقرض‌شده از خانوادهٔ سگ‌سانان است که در دورهٔ پلیستوسن پسین و اوایل هولوسن، حدود ۱۲۵٬۰۰۰ تا ۱۰٬۰۰۰ سال پیش، در آمریکای شمالی و جنوبی زندگی می‌کرد. این گونه نخستین بار در سال ۱۸۵۸ توصیف شد و دو زیرگونه برای آن شناخته‌شده است: Aenocyon dirus guildayi و Aenocyon dirus dirus. بزرگ‌ترین مجموعهٔ سنگواره‌های این گرگ از گودال‌های قیر لا بریا در لس‌آنجلس به دست آمده است.

## ریشه‌شناسی نام
نام سردهٔ Aenocyon از ترکیب واژه‌های یونانی ainos به‌معنای «هولناک» و cyon به‌معنای «سگ» تشکیل شده است. صفت گونه‌ای dirus نیز در لاتین به‌معنای «ترسناک» یا «وحشتناک» است؛ بنابراین، Aenocyon dirus به‌معنای «سگ هولناک ترسناک» است.

## ویژگی‌های فیزیکی
گرگ باستانی غول‌پیکر از نظر اندازه با بزرگ‌ترین گرگ‌های خاکستری امروزی قابل مقایسه بود. زیرگونهٔ A. d. guildayi به‌طور متوسط ۶۰ کیلوگرم وزن داشت و A. d. dirus به‌طور متوسط ۶۸ کیلوگرم. جمجمه و دندان‌های این گرگ مشابه گرگ خاکستری بود، اما دندان‌های بزرگ‌تر و قدرت گاز گرفتن بیشتری داشت که برای شکار علف‌خواران بزرگ مانند اسب‌ها، تنبل‌های غول‌پیکر، ماستودون‌ها، بیزون‌های باستانی و شترها سازگار شده بود.

## محدودهٔ جغرافیایی و زیستگاه
سنگوارههای گرگ باستانی غول‌پیکر در محدودهٔ وسیعی از زیستگاه‌ها، از جمله دشت‌ها، علفزارها و برخی مناطق کوهستانی جنگلی در آمریکای شمالی و ساوانای خشک آمریکای جنوبی یافت شده‌اند. این گونه عمدتاً در مناطق کم‌ارتفاع باز همراه با طعمه‌های بزرگ خود زندگی می‌کرد. سنگواره‌های گرگ باستانی غول‌پیکر به‌ندرت در عرض‌های جغرافیایی بالاتر از ۴۲ درجه شمالی یافت شده‌اند؛ تنها پنج گزارش تأییدنشده از این سنگواره‌ها در این مناطق وجود دارد. این محدودیت در پراکندگی احتمالاً به دلیل عواملی مانند دما، دسترسی به طعمه یا محدودیت‌های زیستگاهی ناشی از نزدیکی به یخچال‌های لورنتید و کوردیلران در آن زمان بوده است.

## انقراض
انقراض گرگ باستانی غول‌پیکر در طی رویداد انقراض کواترنری، همراه با انقراض بسیاری از گونه‌های طعمهٔ اصلی آن رخ داد. وابستگی این گونه به علف‌خواران بزرگ به‌عنوان منبع اصلی غذا، همراه با تغییرات اقلیمی و رقابت با دیگر گونه‌ها، از جمله عوامل محتمل در انقراض آن محسوب می‌شوند.

## تلاش‌های احیا
در سال‌های اخیر، تلاش‌هایی برای احیای گرگ باستانی غول‌پیکر با استفاده از فناوری‌های پیشرفتهٔ ویرایش ژن انجام شده است. شرکت زیست‌فناوری کولوسال بایوساینسز با بازیابی DNA از سنگواره‌های باستانی و ترکیب آن با یاخته‌های گرگ خاکستری، موفق به ایجاد نمونه‌هایی با ویژگی‌های گرگ باستانی غول‌پیکر شده است. این پیشرفت‌ها نه‌تنها یک دستاورد علمی محسوب می‌شوند، بلکه فرصتی برای توسعهٔ فناوری با کاربرد در سلامت انسان و حفاظت از گونه‌ها فراهم می‌کنند.

## [۱]منابع
1. ↑  Garrido Escudero, Mario. "Evaluación del estado de poblaciones naturales con cuatro indicadores: Aplicación a una especie insular". {{cite journal}}: Cite journal requires |journal= (help)

- مشارکت‌کنندگان ویکی‌پدیا. «Dire wolf». در دانشنامهٔ ویکی‌پدیای انگلیسی، بازبینی‌شده در ۱۵ آوریل ۲۰۱۵.